# Onür Kaya
Pour les articles homonymes, voir Kaya.
Onür Kaya est un footballeur belge, né le 20 avril 1986 à Bruxelles. Il évolue actuellement au FC Kosova Schaerbeek comme milieu de terrain.

## Biographie
Onür Kaya commença sa carrière professionnelle avec l'équipe néerlandaise du Vitesse Arnhem. 
Avec ce club, il disputa 75 matchs en Eredivisie.
En janvier 2010, il fut transféré au club belge du Sporting Charleroi, club de Jupiler Pro League, au sein duquel il fut, pendant quatre ans, l'un des meneurs de l'équipe.
Kaya connut la relégation du Sporting Charleroi en deuxième division belge au terme de la saison 2010-2011, puis la remontée du club en Jupiler Pro League au terme de la saison suivante.
Le belgo-turc signa, en décembre 2013, un contrat au KSC Lokeren, club avec lequel il remporta une coupe de Belgique, ainsi qu'une cinquième place au classement général du championnat.
Ne disposant que de peu de temps de jeu à Lokeren, Kaya s'engaga, en janvier 2015, au SV Zulte Waregem, autre club de Jupiler Pro League.

## Palmarès
- Champion de Belgique de D2 en 2012 avec le Sporting Charleroi
- Coupe de Belgique en 2014 avec Lokeren
- Coupe de Belgique en  2017 avec Zulte Waregem
- Coupe de Belgique en  2019 avec KV Malines
- Champion de Belgique de D2 en 2019 avec le KV Malines
- Finaliste Supercoupe de Belgique en 2020 avec le  KV Malines